# Konarsko
Konarsko (în bulgară Конарско) este un sat în Obștina Iakoruda, Regiunea Blagoevgrad, Bulgaria.

## Demografie
Componența etnică a satului Konarsko
     Turci (15,08%)
     Nicio identificare (78,92%)
     Bulgari (2,68%)
     Romi (0%)
     Altele (3,3%)
La recensământul din 2011, populația satului Konarsko era de 968 locuitori. Nu există o etnie majoritară, locuitorii fiind turci (15,08%) și bulgari (2,68%). Pentru 78,92% din locuitori nu este cunoscută apartenența etnică.